# Campeonato Uruguaio de Futebol de 1919
O Campeonato Uruguaio de Futebol de 1919 consistiu em uma competição com dois turnos, no sistema de todos contra todos. O campeão foi o Nacional.

## Classificação[1]
| Pos | Equipe               | Pts | J  | V  | E | D  | GP | GC | SG  |
| --- | -------------------- | --- | -- | -- | - | -- | -- | -- | --- |
| 1°  | Nacional             | 31  | 18 | 15 | 1 | 2  | 47 | 5  | 42  |
| 2°  | Universal            | 29  | 18 | 13 | 3 | 2  | 28 | 8  | 20  |
| 3°  | Peñarol              | 26  | 18 | 11 | 4 | 3  | 27 | 6  | 21  |
| 4°  | Montevideo Wanderers | 22  | 18 | 10 | 2 | 6  | 26 | 14 | 12  |
| 5°  | Central              | 17  | 18 | 6  | 5 | 7  | 22 | 27 | -5  |
| 6°  | Dublin               | 14  | 18 | 3  | 8 | 7  | 12 | 24 | -12 |
| 7°  | River Plate FC       | 12  | 18 | 2  | 8 | 8  | 8  | 27 | -19 |
| 8°  | Belgrano             | 11  | 18 | 1  | 9 | 8  | 9  | 30 | -21 |
| 9°  | Reformers            | 10  | 18 | 2  | 6 | 10 | 7  | 19 | -12 |
| 10° | Charley              | 8   | 18 | 1  | 6 | 11 | 6  | 32 | -26 |

|  | Campeão. |

Promovidos para a próxima temporada: Liverpool e Uruguay Onward.
| Campeonato Uruguaio de 1919  |
| ---------------------------- |
| Nacional Campeão (7º título) |